# Anna-Lülja Praun
Anna-Lülja Praun (geb. Simidoff, * 29. Mai 1906 in Sankt Petersburg; † 28. September 2004 in Wien) war eine bulgarisch-österreichische Architektin und Designerin. Sie gehörte zu den weiblichen Pionieren der österreichischen Baukunst und war eine der ersten Frauen, die in Österreich Architektur studierten.

## Leben und Beruf
Anna-Lülja Simidoff war die Tochter einer russischen Gynäkologin und eines bulgarischen Juristen. Mit der Familie zog sie zunächst nach Sofia, dann in die Schweiz und wuchs nach eigener Einschätzung mehrsprachig, liberal und kosmopolitisch auf.
Im Jahre 1924 begann sie das Studium der Architektur an der Technischen Hochschule in Graz bei Friedrich Zotter und Wunibald Deininger. Von 1930 bis 1936 lebte und arbeitete sie mit dem steirischen Architekten und überzeugten Sozialisten Herbert Eichholzer zusammen.
1937 arbeitete sie im Atelier von Clemens Holzmeister in Wien. Sie war beteiligt an den Projekten für das Parlament in Ankara und das Festspielhaus in Salzburg. 1938 wurde sie nach dem „Anschluss“ verhaftet, aber nach Durchsuchung ihrer Wohnung noch am selben Tag freigelassen. Sie lebte hierauf in Frankreich und Bulgarien und kehrte erst 1942 wieder nach Wien zurück. Im gleichen Jahr heiratete sie den aus einer Tischlerdynastie stammenden Architekten Richard Praun, mit dem sie gemeinsam Möbel entwarf. 1943 wurde ihr ehemaliger Lebensgefährte Eichholzer vom NS-Regime als „Kommunist“ ermordet.
1947 arbeitete Praun an der Wiederherstellung des im Krieg schwer beschädigten Schlosses Belvedere in Wien mit. Ab 1952 hatte sie ein eigenes Atelier in Wien. Sie entwarf Häuser, Einrichtungen, Geschäfte, Möbel, Beleuchtungskörper und Keramik (diese gemeinsam mit Gudrun Baudisch).
1953–1959 arbeitete sie parallel zur Arbeit im eigenen Atelier in dem 1925 von Josef Frank gegründeten Einrichtungshaus „Haus und Garten“ mit. Das Haus der Galeristen Sailer in Salzburg trägt ihre Handschrift. Anna-Lülja Praun entwarf 1959 eine „Bank zum Ausruhen“ für den Dirigenten Herbert von Karajan im unverkennbaren Praun-Stil, den der Architekturkritiker Otto Kapfinger in einer Rede im Museum Angewandte Kunst 1999 folgendermaßen charakterisierte:
Das Geheimnis von Anna-Lülja Prauns Raumgestaltungen und Gegenständen liegt in einer aus Lebenserfahrung und Handwerkskunst destillierten Modernität, die der Zeit und dem Geist, aber keinem Zeitgeist verpflichtet ist; liegt in einer Schlichtheit, die sich nie zum Purismus verselbstständigte; liegt in einem ausgeklügelten Funktionieren, das sich von der plakativen Formelhaftigkeit des Funktionalismus unterscheidet; und in einem künstlerischen Esprit, der Eleganz und Behaglichkeit ins Gleichgewicht bringt.
Sie hatte als Motto:
Die Gültigkeit der Form muss so lange  währen, wie das Material hält.
Mit dem Komponisten György Ligeti baute sie sein Haus um und entwarf den gesamten Innenbereich. Daraus stammt auch ihr für Ligeti maßgeschneidertes Stehpult. Sie arbeitete für Wolfgang Denzel, dessen Häuser, Geschäfte und Jachten sie ausstattete.
Anna-Lülja Praun starb am 28. September 2004 in ihrem Haus in der Josefstadt in Wien. Sie wurde am Grinzinger Friedhof (Gruppe 4, Nummer 26) bestattet. Anlässlich ihres 100. Geburtstag wurde 2006 an dem Haus, in dem sie bis zu ihrem Tod lebte und arbeitete, eine Gedenktafel für sie angebracht. Der gesamte Nachlass der Architektin befindet sich im Museum für angewandte Kunst (Wien).
2004 drehte Walter Wehmeyer den Film Magie der Klarheit über Anna-Lülja Praun.
2004, 

## Ehrungen und Auszeichnungen
- 1981 Preis der Stadt Wien für angewandte Kunst
- 1997 Verleihung der Ehrenmitgliedschaft der ÖGFA – Österreichische Gesellschaft für Architektur in einem Festakt in der Säulenhalle des MAK.
- 1999 Ehrung durch die bulgarische Kulturministerin Emma Moskova im Bulgarischen Kulturinstitut, Haus Wittgenstein, Wien.
- 2001 Österreichisches Ehrenkreuz für Wissenschaft und Kunst I. Klasse
- 2002 Ehrendoktorat der TU Graz

## Ausstellungen
- 1986 Ausstellung in der Galerie Würthle, Wien, zum 80. Geburtstag. Organisiert und kuratiert von Aneta Bulant-Kamenova und Dany Denzel.
- 1994 Ausstellung in der Galerie Gadenstätter, Zell am See.
- 1996 Ausstellung in der Galerie Serafin, Wien.
- 1997 Ausstellung in der Buchhandlung Minerva, Stubenring 5, 1010 Wien. Organisiert von ÖGFA – Österreichische Gesellschaft für Architektur, kuratiert von Judith Eiblmayr.
- 1999 Festspielausstellung in der Galerie Sailer, Salzburg.
- 2001 Ausstellung "Möbel in Balance – Werk- und Lebensschau" im Haus Wittgenstein in Wien, zum 95. Geburtstag. Projektleitung und Organisation Lisa Fischer, Kuratierung und Gestaltung Judith Eiblmayr. Diese Wanderausstellung war auch in Salzburg, 2001, Graz, 2002 und Sofia, 2002 zu sehen.